# Уруапан
Уруапан (на испански: Uruapan) е град в щата Мичоакан, Мексико. Населението на Уруапан е 264 439 жители (по данни от 2010 г.), което го прави втори по население след столицата на щата Морелия. Градът и околностите му са известни с отглеждането и износът на авокадо. Международно летище Уруапан обслужва града.